# Pallottola Minié

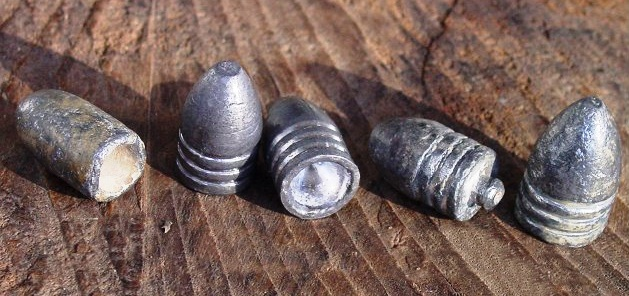
Vari tipi di pallottole Minié. Le quattro a destra sono provviste di solchi per la stabilità aerodinamica.

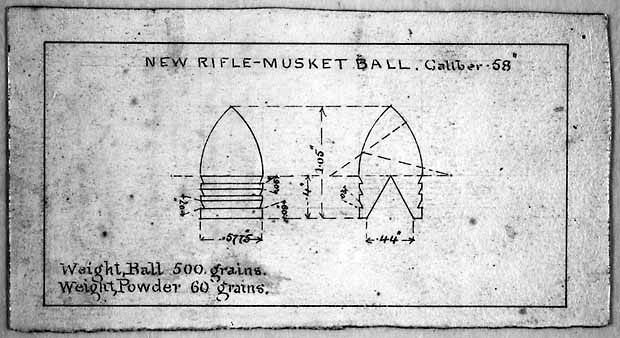
Pallottole Minié del 1855.

La pallottola Minié (o palla Miniè) fu un tipo di pallottola per fucili ad avancarica che prese il nome dal suo co-sviluppatore, Claude-Étienne Minié, inventore del fucile Minié. Venne alla ribalta nella guerra di Crimea (1853 - 1856) e nella guerra di secessione.

## Storia
L'antenata della pallottola Minié venne creata nel 1848 dai capitani dell'esercito francese Montgomery e Henri-Gustave Delvigne. Il loro disegno era stato fatto per permettere un rapido caricamento del fucile, una innovazione che aveva agevolato l'uso diffuso del fucile come arma di battaglia di massa. Delvigne aveva inventato  nel 1826 una pallottola che poteva espandersi all'interno della canna, per aderire alle scanalature di un fucile. Il disegno della pallottola era stato proposto, nel 1832, come pallottola cilindro-conica dal capitano John Norton, ma non venne preso in considerazione.

## Descrizione
La pallottola Minié era un proiettile cilindrico-conico di piombo morbido, leggermente più piccolo del calibro della canna del fucile, con (in origine) quattro scanalature, che venivano riempite di grasso, con una cavità conica alla base. Come progettato da Minié, il proiettile aveva un piccolo tappo di ferro alla base il cui scopo era quello di portare avanti il proiettile e, sotto la pressione dei gas creati dall'esplosione della polvere da sparo, allargare il proiettile per riempire lo spazio vuoto ed espandere il piombo portandolo a contatto con la rigatura della canna.